# Oldenburgischer Landtag
Der Oldenburgische Landtag war von 1848 bis 1933 das Parlament des Landes Oldenburg.

## Großherzogtum Oldenburg

### Vorgeschichte
Im Großherzogtum Oldenburg bestanden keine Landstände. Auch wenn die Deutsche Bundesakte in Artikel 13 den Großherzog verpflichtete, eine landständische Verfassung zu erlassen, war man in Oldenburg dieser Verpflichtung nicht nachgekommen.

### Die Versammlung der 34
Die Märzrevolution erschütterte auch die Landesteile des Großherzogtums Oldenburg. Wie in den anderen deutschen Staaten reagierte die Großherzogliche Regierung auf die Bürgerproteste mit dem Versprechen liberaler Reformen, einer Verfassung sowie der Einführung eines Parlaments. Mit Großherzoglichem Patent vom 10. März 1848 wurde die Einberufung einer Verfassungsgebenden Versammlung verfügt. Dieses Vorparlament (nach der Anzahl der Mitglieder „Versammlung der 34“ genannt) stand von Anfang an in heftiger Kritik.
Zunächst einmal forderten die Exklaven Fürstentum Birkenfeld und Fürstentum Lübeck die Einrichtung eigener Verfassungen und eigener Landtage. Insbesondere in Birkenfeld eskalierten die Proteste, so dass die Wahlen der Abgeordneten hier nur verspätet erfolgen konnten.
Daneben fiel des Großherzogliche Patent hinter die Maßstäbe der Zeit zurück: Der Landtag wurde nicht gewählt, sondern von den Städten und Gemeinden beschickt.
Das Herzogtum Oldenburg benannte 28 Abgeordnete, wobei nur die Städte Oldenburg, Jever und Delmenhorst eigene Kandidaten benennen durften. Die kleineren Städte benannten auf Ebene der Ämter gemeinsam mit den Gemeinden die Kandidaten. Abgeordnete waren nur im eigenen Wahlkreis wählbar. Die Wahlen fanden zwischen dem 22. und 31. März statt. In den Landtag wurden 14 Juristen, 10 Gutsbesitzer, 2 kath. Geistliche, 1 Angestellter und 1 Auktionator gewählt.
Aus dem Fürstentum Lübeck sowie aus Birkenfeld stammten je 3 Abgeordnete. Die Wahlen in Birkenfeld konnten erst am 18. und 20. April stattfinden.
Die großherzogliche Regierung legte am 6. April einen Verfassungsentwurf zur Beratung in der Kammer vor, der heftig kritisiert wurde. Kritikpunkte waren vor allem der Artikel 15, der dem künftigen Landtag kein Budgetrecht, sondern nur ein Recht auf Genehmigung neuer Steuern zubilligte, sowie der Artikel 18, wonach das Parlament kein Initiativrecht für Gesetze erhalten sollte.
Am 27. April konstituierte sich das Vorparlament im Oldenburger Rathaus und wählte Hofrat Ludwig Völckers zum Präsidenten. Die Verfassungsberatungen dauerten bis zum 13. Mai 1848. Die Verfassung wurde nicht angenommen und das Mandat der 34 endete.
Siehe auch: Liste der Mitglieder der Versammlung der 34

### Konstituierender Landtag
Am 17. Mai nahm erneut eine Regierungskommission ihre Arbeit auf und legte am 5. Juni 1848 erneut einen Verfassungsentwurf vor. Dieser orientierte sich an der Kurhessischen Verfassung von 1831.
Vom 1. September 1848 bis 1849 bestand der konstituierende Landtag (auch Vereinbarender Landtag genannt). Nach einer Wahl vom 17. Januar 1849 stand ihm Lambert Pancratz bis zum 14. Februar 1849 als Präsident vor. Am 18. Februar 1849 stimmt der Landtag nach 106 Sitzungen der Verfassung, dem „konstitutionellen Staatsgrundgesetz vom 18. Februar“ zu.
Ähnlich wie im Paulskirchenparlament organisierten sich die Abgeordneten in Fraktionen oder Clubs, die nach dem Versammlungslokal benannt waren. Die Linke, also die liberalen Demokraten trafen sich im Butjadinger Hof, die Konservativen, Konstitutionellen oder Anhänger des Ministeriums waren als Casino-Partei bekannt.

### Oldenburgischer Landtag
Der Landtag hatte Budgetrecht und das Recht zur Gesetzgebung. Auch waren völkerrechtliche Verträge zu genehmigen. Er wurde alle drei Jahre durch den Großherzog berufen, der ihn frei vertagen oder auflösen könnte. Löste der Großherzog den Landtag auf, so musste der neue Landtag spätestens binnen 5 Monaten einberufen werden.
Der Landtag bestand aus einer Kammer mit 34 durch indirekte Wahlen berufenen Abgeordneten für die einzelnen Landesteile:
- 26 für das Herzogtum Oldenburg
- 4 für das Fürstentum Lübeck
- 4 für das Fürstentum Birkenfeld

Der neu gewählte Landtag wurde jedoch bereits am 2. September 1849 aufgelöst, nachdem er dem Beitritt Oldenburgs zum Dreikönigsbündnis mit knapper Mehrheit nicht zugestimmt hatte. Auch der zweite gewählte Landtag (sowie die Märzregierung unter Johann Heinrich Jakob Schloifer) hatte aus dem gleichen Grund eine kurze Lebensdauer. Er hatte am 3. Dezember 1849 mit 22 zu 19 die Regierungsvorlage abgelehnt. Im dritten Landtag 1850 war es die Ablehnung der Haushaltsvorlage, die die Auflösung des Landtags mit sich zog. Am 4. April 1851 wurden vom 4. Landtag die Nachtragsmittel für die Reiterei abgelehnt. Auch hier war die Folge eine Auflösung des Landtags.
Mit der Verfassungsänderung zum „Revidierten Staatsgrundgesetz für das Großherzogtum Oldenburg“ vom 22. November 1852 wurde die Rolle des Landtags geschwächt. Auch die Änderung des Wahlrechtes spiegelte den Geist der Reaktionsära wider. Nach dem neuen Landtagswahlgesetz wurde das Dreiklassenwahlrecht eingeführt.
Die Wahl erfolgte in indirekter Wahl in 9 Wahlkreisen, davon 7 Wahlkreisen in Oldenburg, 1 in Birkenfeld und 1 für Lübeck. Für je 300 Einwohner wurde ein Wahlmann, für je 6000 Einwohner ein Abgeordneter gewählt. Das neue Wahlrecht zeigte Wirkung. Während die Demokraten in den ersten vier Landtagen jeweils eine Mehrheit erhalten hatten, stellten sie im fünften Landtag nur noch ein Drittel der Abgeordneten. Die Regierung verfügte nun meist über stabile Mehrheiten.

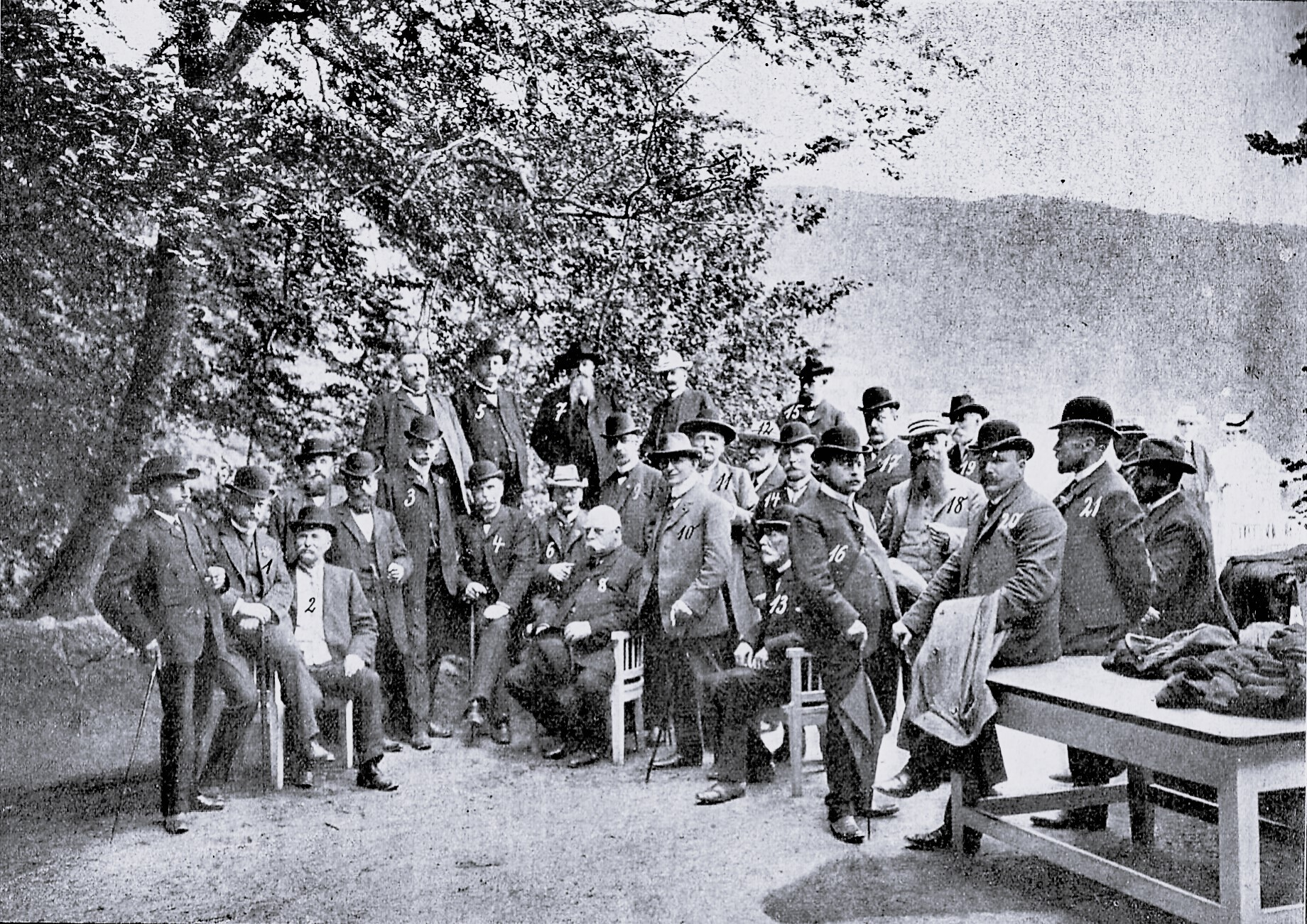
Landtagsfahrt ins Fürstentums Lübeck (1907)

Der oldenburgische Landtag spielte in der Folgezeit keine wesentliche Rolle in der Landespolitik mehr. Auch lagen die Wahlbeteiligungen von Anfang an mit unter 20 % sehr niedrig, was Ausdruck der niedrigen Bedeutung war. Auch wenn die Abgeordneten zunehmend Parteien zugeordnet werden konnten, war die Bildung von Fraktionen nicht üblich. Auch sah die Geschäftsordnung des Landtags keine Fraktionen vor. Eine Zusammenarbeit der katholischen Abgeordneten erfolgte auf informeller Ebene. Erst mit dem Erstarken der Sozialdemokraten bildete sich die erste formelle Fraktion, die zunächst nach ihrem Vorsitzenden Paul Hug Fraktion Hug genannt wurde, im 20. Jahrhundert dann aber allgemein als SPD-Fraktion wahrgenommen wurde.
Am 1. Januar 1868 trat ein neues Landtagswahlgesetz in Kraft, mit dem das Dreiklassenwahlrecht wieder abgeschafft wurde. Diese Wahlrechtsänderung sah weiterhin 9 Wahlkreise vor. Je 500 Einwohner wurde nun ein Wahlmann, je 10.000 Einwohner ein Abgeordneter gewählt. Diese Bestimmungen reflektierten das Wachstum der Bevölkerung und sollten die Zahl der Abgeordneten wieder reduzieren. An die Stelle des Dreiklassenwahlrechtes traten die gleichen Wahlrechtsbeschränkungen wie 1848.

### Die Wahlrechtsreform von 1909

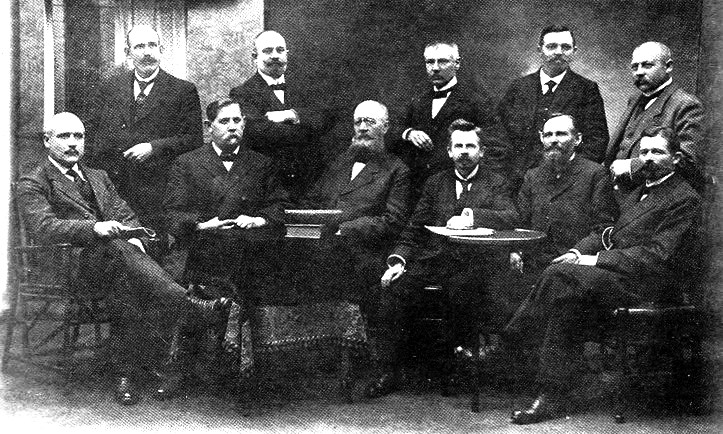
SPD-Fraktion im oldenburgischen Landtag 1916, von links nach rechts sitzend: Julius Meyer, Paul Hug, Georg Buddenberg, Karl Heitmann, Johann Bull, Hermann Bäuerle; stehend: August Jordan, Karl Behrens, Wilhelm Kleen, Heinrich Fink, Johann Schmidt

Die indirekte Wahl der Landtagsabgeordneten wurde durch das Wahlgesetz vom 17. April 1909 abgeschafft (siehe auch Wahlrecht in den deutschen Einzelstaaten bis 1918#Oldenburg). 1911 wurde der Landtag erstmals direkt gewählt.
Der Abgeordnete Johann Ahlhorn (FVP) legte am 20. Januar 1903 einen Antrag auf direkte Wahl vor. Nachdem sich am 7. Oktober 1904 der Landtag mit 32 zu 7 für diese Vorlage entschieden hatte, wurde eine Regierungskommission eingesetzt. Nach langwierigen Verhandlungen wurde am 17. April 1909 das „Gesetz für das Großherzogtum, betreffend die Wahl der Abgeordneten zum Landtage“ veröffentlicht. Die Wahl erfolgte nach diesem Gesetz nun unmittelbar und geheim. Wahlrecht hatten Männer ab 25 Jahren. Eine Besonderheit war die Regelung, dass Wähler ab 40 Jahre über eine Zweitstimme verfügten. Das Wahlrecht wurde mit 35 zu 9 Stimmen im Landtag gegen die Stimmen der SPD und der Linksliberalen angenommen.
Die Parteien, die die Wahlrechtsreform abgelehnt hatten, wurden die großen Gewinner der Neuregelung. Der Landtag von 1908 bestand aus 14 Liberalen, 18 Agrariern, 8 Vertretern des Zentrums und 4 Abgeordneten der SPD. 1911 fielen 26 von 45 Sitzen an SPD und FVP: Die FVP konnte 14 erringen, die SPD 12, NLP und Landwirte 10 und das Zentrum 9.

### Provinziallandtage und -räte
Das Staatsgrundgesetz von Oldenburg von 1849 hatte Provinziallandtage für die drei Landesteile als Volksvertretung auf Provinzebene eingerichtet. Diese bestanden aus den Landtagsabgeordneten, die in den jeweiligen Landesteilen gewählt worden waren. Mit der Verfassungsrevision von 1852 wurden diese Provinziallandtage abgeschafft. An deren Stelle trat für die Landesteile Lübeck und Birkenfeld jeweils ein Provinzialrat, der im Fürstentum Lübeck 11 und in Fürstentum Birkenfeld 15 Sitze hatte.

## Freistaat Oldenburg
Während der Zeit der Weimarer Republik wurde der Landtag des Freistaates Oldenburg nach demokratischem Prinzip auf drei Jahre gewählt. Die jeweiligen Landtagswahlen fanden in den Jahren 1919, 1920, 1923, 1925, 1928, 1931, 1932 und 1933 statt. Im Jahr 1933 wurde die letzte Sitzung des Landtages abgehalten, ehe er durch die Nationalsozialisten aufgelöst wurde.

### Rechtsgrundlage und Aufbau
Gemäß Abschnitt 6 der Verfassung des Freistaates Oldenburg vom 17. Juni 1919 bestand der Landtag aus maximal 48 Abgeordneten (39 aus Oldenburg, 4 aus Lübeck, 5 aus Birkenfeld), die nach dem Grundsatz der Verhältniswahl für eine Dauer der Wahlperiode von drei Jahren gewählt wurden. Das Mindestalter für das aktive Wahlrecht war 21 Jahre und für das passive Wahlrecht 25 Jahre.
Seine Aufgaben waren die Gesetzgebung, die Überwachung der Staatsführung und Verwaltung, die Wahrnehmung des Budgetrechtes, die Wahl des Staatsministeriums sowie gegebenenfalls der Ministeranklage.
Rechtsgrundlage für die Wahl des Landtags war das Landeswahlgesetz vom 30. Januar 1919.
Mit dem Gesetz über den Neuaufbau des Reichs vom 30. Januar 1934 wurde das Landesparlament aufgelöst. Nach dem Zweiten Weltkrieg wurde anstelle des Landes Oldenburg das Land Niedersachsen errichtet. Dessen Landtag übernahm die Funktionen der Landtage der Vorgängerländer.

### Landtagswahlen

#### Landtagswahl 1919
Am 23. Februar 1919 (bzw. 9. März 1919 für den Landesteil Birkenfeld) erfolgte die Wahl zur verfassunggebenden Landesversammlung.
| Landtagswahl 1919    | Landtagswahl 1919 | Landtagswahl 1919 | Landtagswahl 1919   |
| Partei               | Stimmanteil in %  | Sitze             | Veränderung (Sitze) |
| -------------------- | ----------------- | ----------------- | ------------------- |
| SPD                  | 33,44 %           | 16 Sitze          |                     |
| DDP                  | 31,08 %           | 15 Sitze          |                     |
| Zentrum              | 21,97 %           | 11 Sitze          |                     |
| Deutsche Volkspartei | 11,38 %           | 5 Sitze           |                     |
| DNVP                 | 2,13 %            | 1 Sitz            |                     |

An 100 % fehlende Stimmen = nicht im Landtag vertretene Wahlvorschläge

#### Landtagswahl 1920

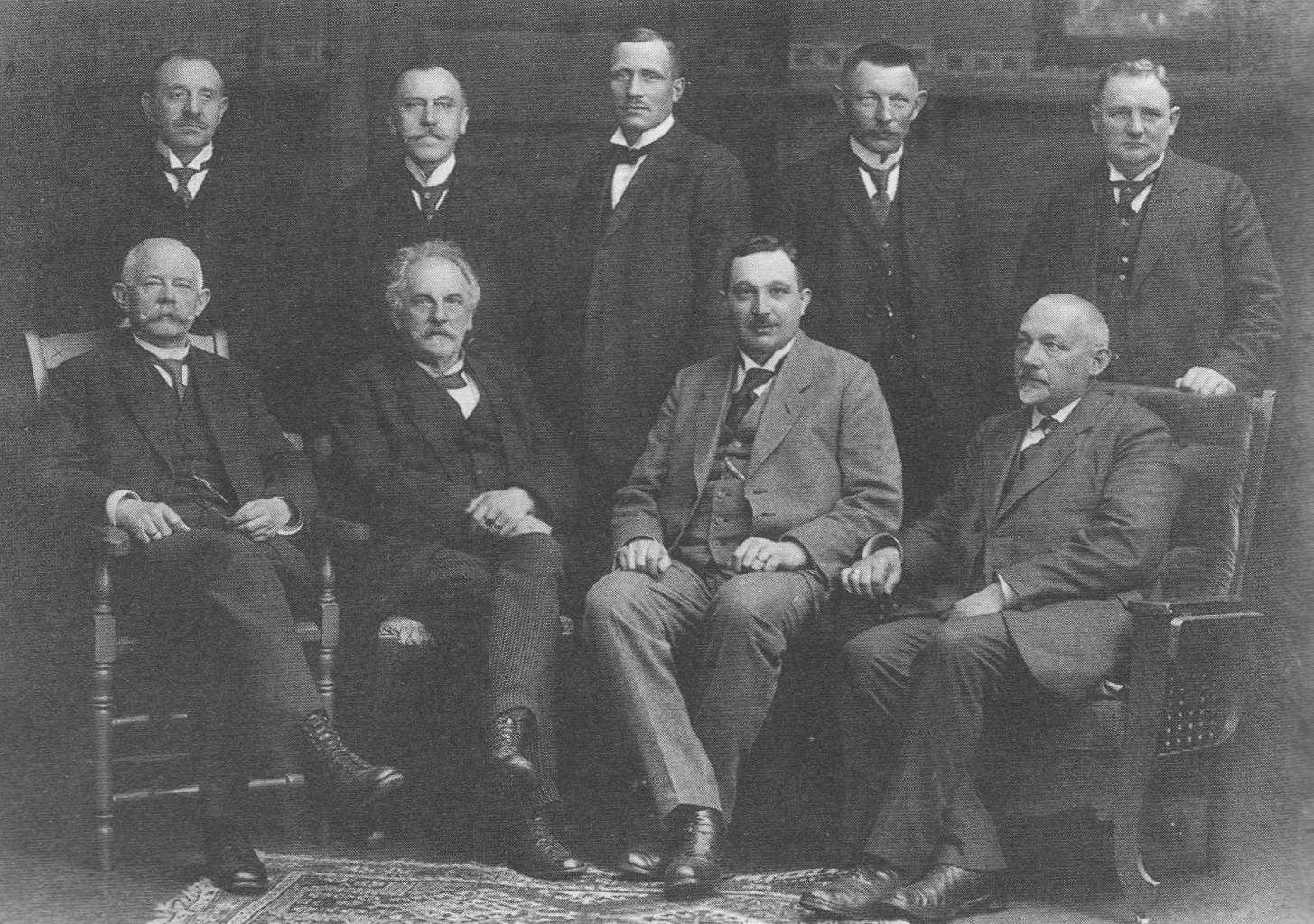
Zentrumsfraktion oldenburgischer Landtag 1923, Von links nach rechts sitzend: Conrad Hartong, Bernhard König, Heinrich Fröhle, Heinrich Leffers; stehend: Johannes Denis, Josef Haßkamp, Bernhard Eckholt, Bernhard Willenborg, Franz Meyer-Holte (nicht im Bild: Wilhelm Sante)

Am 6. Juni 1920 erfolgte die Wahl zum 2. Landtag.
| Landtagswahl 1920                                                                           | Landtagswahl 1920 | Landtagswahl 1920 | Landtagswahl 1920   |
| Partei                                                                                      | Stimmanteil in %  | Sitze             | Veränderung (Sitze) |
| ------------------------------------------------------------------------------------------- | ----------------- | ----------------- | ------------------- |
| SPD                                                                                         | 25,87 %           | 13 Sitze          | − 3 Sitze           |
| Zentrum                                                                                     | 20,23 %           | 10 Sitze          | − 1 Sitz            |
| DVP                                                                                         | 15,12 %           | 8 Sitze           | + 3 Sitze           |
| DDP                                                                                         | 14,56 %           | 6 Sitze           | − 9 Sitze           |
| USPD                                                                                        | 11,03 %           | 5 Sitze           | + 5 Sitze           |
| Deutsche demokratische Partei, Deutsche Volkspartei und Bauernbund im Landesteil Birkenfeld | 4,13 %            | 3 Sitze           | + 3 Sitze           |
| Deutschnationale Volkspartei und Deutsche Volkspartei im Landesteil Lübeck                  | 3,25 %            | 2 Sitze           | + 2 Sitze           |
| Landbund                                                                                    | 3,20 %            | 1 Sitz            | + 1 Sitz            |

An 100 % fehlende Stimmen = nicht im Landtag vertretene Wahlvorschläge

#### Landtagswahl 1923
Am 10. Juni 1923 erfolgte die Wahl zum 3. Landtag. Im Landesteil Birkenfeld verblieben die fünf 1920 gewählten Abgeordneten zunächst im Amt, bis am 20. Mai 1924 dort eine Nachwahl erfolgte. Mit der Nachwahl verlor die DNVP ein Mandat, welches die KPD gewann.
| Landtagswahl 1923 (ohne Birkenfeld) | Landtagswahl 1923 (ohne Birkenfeld) | Landtagswahl 1923 (ohne Birkenfeld) | Landtagswahl 1923 (ohne Birkenfeld) |
| Partei                              | Stimmanteil in %                    | Sitze                               | Veränderung (Sitze)                 |
| ----------------------------------- | ----------------------------------- | ----------------------------------- | ----------------------------------- |
| VSPD                                | 23,76 %                             | 12 Sitze                            | − 1 Sitz                            |
| DVP                                 | 22,63 %                             | 12 Sitze                            | + 4 Sitze                           |
| Zentrum                             | 20,66 %                             | 10 Sitze                            | ± 0 Sitze                           |
| DDP                                 | 18,63 %                             | 9 Sitze                             | + 3 Sitze                           |
| DNVP                                | 6,94 %                              | 3 Sitze                             | nicht darstellbar                   |
| KPD                                 | 6,22 %                              | 2 Sitze                             | + 2 Sitze                           |

An 100 % fehlende Stimmen = nicht im Landtag vertretene Wahlvorschläge
Der Landtag sprach im März 1925 dem Staatsministerium das Misstrauen aus und wurde daraufhin entsprechend Art. 40 VVold aufgelöst.

#### Landtagswahl 1925
Am 24. Mai 1925 erfolgte die Wahl zum 4. Landtag.
| Landtagswahl 1925                  | Landtagswahl 1925 | Landtagswahl 1925 | Landtagswahl 1925   |
| Partei                             | Stimmanteil in %  | Sitze             | Veränderung (Sitze) |
| ---------------------------------- | ----------------- | ----------------- | ------------------- |
| Landesblock (DVP und DNVP)         | 34,63 %           | 15 Sitze          | ± 0 Sitze           |
| Zentrum                            | 24,44 %           | 10 Sitze          | ± 0 Sitze           |
| SPD                                | 22,46 %           | 9 Sitze           | – 1 Sitz            |
| DDP                                | 13,67 %           | 5 Sitze           | – 4 Sitze           |
| Deutschvölkische Freiheitsbewegung | 2,52 %            | 1 Sitz            | + 1 Sitz            |

An 100 % fehlende Stimmen = nicht im Landtag vertretene Wahlvorschläge

#### Landtagswahl 1928
Am 20. Mai 1928 erfolgte die Wahl zum 5. Landtag.
| Landtagswahl 1928 | Landtagswahl 1928 | Landtagswahl 1928 | Landtagswahl 1928   |
| Partei | Stimmanteil in %  | Sitze             | Veränderung (Sitze) |
| --- | ----------------- | ----------------- | ------------------- |
| SPD | 28,86 %           | 15 Sitze          | + 6 Sitze           |
| Landesblock (DVP und DNVP) | 17,71 %           | 9 Sitze           | − 6 Sitze           |
| Zentrum | 17,06 %           | 9 Sitze           | − 1 Sitz            |
| DDP | 10,67 %           | 5 Sitze           | ± 0 Sitze           |
| NSDAP | 7,52 %            | 3 Sitze           | + 3 Sitze           |
| CNBL | 6,22 %            | 3 Sitze           | + 3 Sitze           |
| Listenverbindung: Wirtschaftliche Vereinigung (Oldenburg) und Reichspartei des deutschen Mittelstandes – Wirtschaftspartei (Birkenfeld) | 5,07 %            | 2 Sitze           | + 2 Sitze           |
| KPD | 3,66 %            | 2 Sitze           | + 2 Sitze           |
| Landvolk- und Mittelstandsliste (Völkischnationaler Block)                                                                              | 2,11 %            | 1 Sitz            | ± 0 Sitze           |

An 100 % fehlende Stimmen = nicht im Landtag vertretene Wahlvorschläge

#### Landtagswahl 1931
Am 17. Mai 1931 erfolgte die Wahl zum 6. Landtag.
| Landtagswahl 1931                                                          | Landtagswahl 1931 | Landtagswahl 1931 | Landtagswahl 1931   |
| Partei                                                                     | Stimmanteil in %  | Sitze             | Veränderung (Sitze) |
| -------------------------------------------------------------------------- | ----------------- | ----------------- | ------------------- |
| NSDAP                                                                      | 37,23 %           | 19 Sitze          | + 16 Sitze          |
| SPD                                                                        | 20,90 %           | 11 Sitze          | − 4 Sitze           |
| Zentrum                                                                    | 17,61 %           | 9 Sitze           | ± 0 Sitze           |
| KPD                                                                        | 7,21 %            | 3 Sitze           | + 1 Sitz            |
| DNVP                                                                       | 4,82 %            | 2 Sitze           | nicht darstellbar   |
| DVP                                                                        | 4,10 %            | 2 Sitze           | nicht darstellbar   |
| Deutsche Staatspartei                                                      | 3,24 %            | 1 Sitz            | − 4 Sitze           |
| Oldenburgisches Landvolk (Christlich-Nationale Bauern- und Landvolkpartei) | 2,06 %            | 1 Sitz            | nicht darstellbar   |

An 100 % fehlende Stimmen = nicht im Landtag vertretene Wahlvorschläge

#### Volksabstimmung zur Auflösung des Oldenburger Landtags
Die Volksabstimmung zur Auflösung des Oldenburger Landtags am 17. April 1932 war erfolgreich und führte zur vorgezogenen Landtagswahl 1932.

#### Landtagswahl 1932
Am 29. Mai 1932 erfolgte die Wahl zum 7. Landtag.
| Landtagswahl 1932        | Landtagswahl 1932 | Landtagswahl 1932 | Landtagswahl 1932   |
| Partei                   | Stimmanteil in %  | Sitze             | Veränderung (Sitze) |
| ------------------------ | ----------------- | ----------------- | ------------------- |
| NSDAP                    | 48,38 %           | 24 Sitze          | + 5 Sitze           |
| SPD                      | 18,75 %           | 9 Sitze           | − 2 Sitze           |
| Zentrum                  | 15,50 %           | 7 Sitze           | − 2 Sitze           |
| DNVP                     | 5,76 %            | 2 Sitze           | ± 0 Sitze           |
| KPD                      | 5,74 %            | 2 Sitze           | − 1 Sitz            |
| Deutsche Staatspartei    | 2,29 %            | 1 Sitz            | ± 0 Sitze           |
| Oldenburgisches Landvolk | 2,20 %            | 1 Sitz            | ± 0 Sitze           |

An 100 % fehlende Stimmen = nicht im Landtag vertretene Wahlvorschläge

#### Reichstagswahl 1933
Nach der Reichstagswahl vom 5. März 1933 wurde der 8. Landtag aufgrund des Gleichschaltungsgesetzes analog zu diesem Wahlergebnis neu gebildet.
| Landtagswahl 1933           | Landtagswahl 1933 | Landtagswahl 1933 | Landtagswahl 1933   |
| Partei                      | Stimmanteil in %  | Sitze             | Veränderung (Sitze) |
| --------------------------- | ----------------- | ----------------- | ------------------- |
| NSDAP                       | 46,50 %           | 18 Sitze          | − 6 Sitze           |
| SPD                         | 18,17 %           | 7 Sitze           | − 2 Sitze           |
| Zentrum                     | 14,76 %           | 5 Sitze           | − 2 Sitze           |
| Kampffront Schwarz-Weiß-Rot | 11,39 %           | 4 Sitze           | + 2 Sitze           |
| KPD                         | 6,40 %            | 2 Sitze           | ± 0 Sitze           |

An 100 % fehlende Stimmen = nicht im Landtag vertretene Wahlvorschläge

## Nach dem Zweiten Weltkrieg
Nach dem Zweiten Weltkrieg stellten die Alliierten die Länder wieder her. Für das Land Oldenburg wurde durch die britische Militärregierung ein Ernannter Oldenburgischer Landtag zur Kontrolle der Landesregierung eingesetzt. Dieser ernannte Landtag bestand vom 30. Januar 1946 (erste Sitzung) bis zum 6. November 1946 (letzte Sitzung).
Am 1. November 1946 gründete die britische Militärregierung mit der Verordnung Nr. 55 aus den ehemals selbstständigen Ländern Braunschweig, Hannover, Oldenburg und Schaumburg-Lippe das heutige Bundesland Niedersachsen. Damit endete die Geschichte des Oldenburger Landtags. Seine Aufgaben wurden vom niedersächsischen Landtag übernommen.

## Gebäude

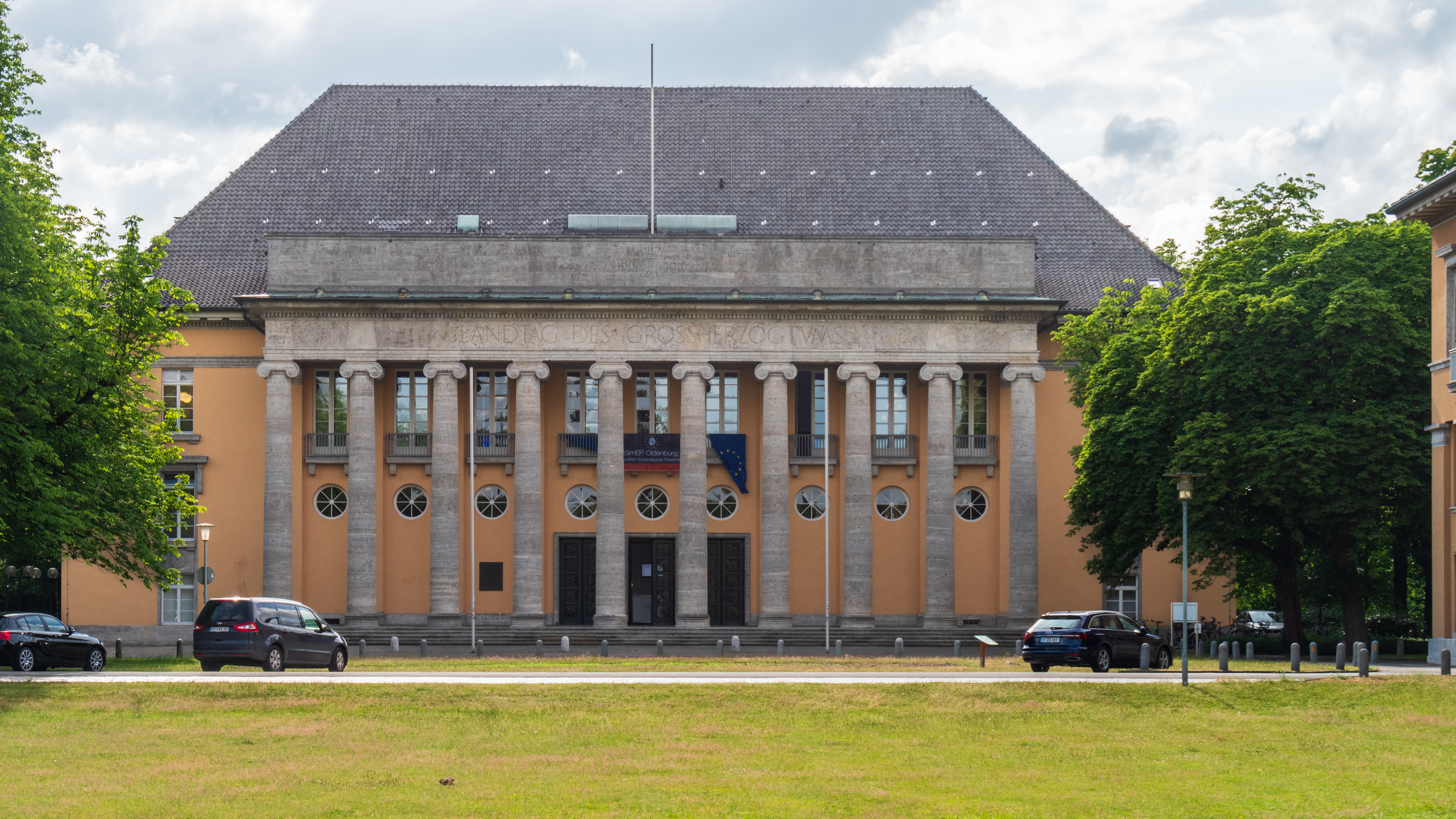
Landtagsgebäude

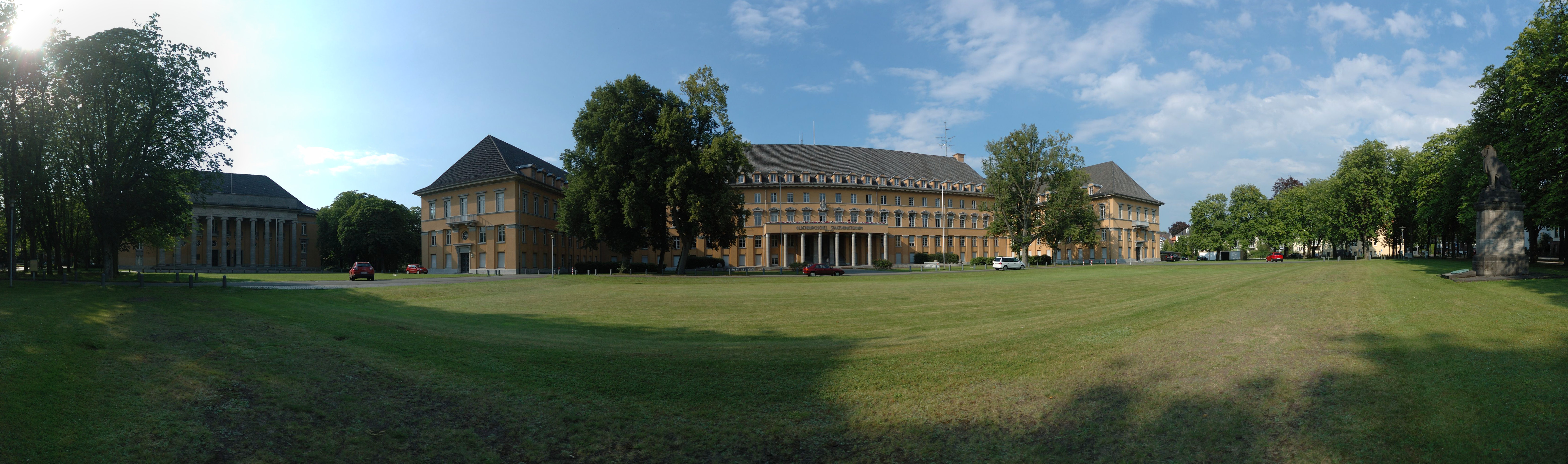
Landtag und Staatsministerium

Das 1914 bis 1917 errichtete Gebäude des Landtages befindet sich am Theodor-Tantzen-Platz 8 in Oldenburg und war seit 1978 Sitz der Bezirksregierung Weser-Ems. Seit Auflösung des Regierungsbezirks zum 1. Januar 2005 dient es kulturellen und Schulungszwecken.
Zwischen 1848 und 1916 nutzte der Landtag die 1837–1838 von Heinrich Strack dem Älteren (1801–1880) errichtete  Militärschule in Oldenburg als Domizil. Heute wird dieses Gebäude als Standesamt genutzt.

## Parlamentspräsidenten
- Ludwig Völckers (1848–1849)
- Lambert Pancratz (1849)
- Arnold Kitz (1850–1851)
- Carl Zedelius (1851–1856)
- Johann Finckh (1857)
- August Niebour (1857–1861)

Paul Hug, Landtagspräsident 1925

- Carl Julius Dannenberg (1861–1863)
- Hermann Heinrich Becker (1863–1866)
- Julius Dannenberg (1866)
- August Lentz (1866–1869)
- August Hullmann (1869–1872)
- Friedrich Gräpel (1872–1876)
- Gerhard Ahlhorn (1876–1878)
- Ludwig Strackerjan (1878–1881)
- Diedrich Roggemann (1881–1896)
- Karl Groß (1896–1905)
- Wilhelm Schröder (1905–1919)
- Ernst Tantzen (1919–1920)
- Wilhelm Schröder (1920–1925)
- Paul Hug (1925)
- Wilhelm Schröder (1925–1928)
- Emil Zimmermann (1928–1931)[23]
- Heinrich Eichler (1931–1932)
- Georg Joel (1932–1933)
- Johann Behlen (1933–1934)